# Agabus tibetanus
Agabus tibetanus är en skalbaggsart som beskrevs av Zaitzev 1908. Agabus tibetanus ingår i släktet Agabus och familjen dykare. Inga underarter finns listade i Catalogue of Life.